# Судна ніч назавжди
«Судна ніч назавжди» (англ. The Forever Purge, досл.: «Вічна чистка») — фільм жахів, п'ятий і останній у франшизі «Судна ніч». Прем'єра фільму в США призначена на 2 липня 2021 року.

## Сюжет
Дія відбувається через рік після перемоги Чарлі Роан на президентських виборах. «Судна ніч» скасована. Мексиканська пара, яка втекла з наркокартелю, ховається на ранчо в штаті Техас, де вони несподівано потрапляють у полон групи невідомих, які, всупереч закону, хочуть влаштувати свою «судну ніч».

## В ролях
| Актор            | Роль         |
| ---------------- | ------------ |
| Ана де ла Регера | Адела        |
| Джош Лукас       | Ділан Такер  |
| Лівен Рамбін     | Харпер Такер |
| Вілл Паттон      | Калеб Такер  |
| Кессіді Фрімен   | Емма Кейт    |

## Виробництво
У жовтні 2018 року Джеймс ДеМонако, творець франшизи, сказав, що він може написати сценарій до ще одного фільму і що, на його думку, це буде «дійсно хороша кінцівка» до серії.
У травні 2019 року Universal Pictures оголосила про розробку нового фільму, який стане п'ятою частиною франшизи. ДеМонако напише сценарій, а також спродюсує фільм з Себастьяном К. Лемерсьє через свою компанію Man in a Tree Productions. Джейсон Блум також буде продюсувати через Blumhouse Productions, а Майкл Бей, Бред Фуллер і Ендрю Форм будуть продюсувати через Platinum Dunes.
У серпні 2019 року було оголошено, що режисером фільму буде Еверардо Гоут, який був найнятий на підставі його роботи в якості режисера епізодів серіалу 2016 року National Geographic «Марс».

## Реліз
Спочатку планувалося випустити фільм 10 липня 2020 року але внаслідок пандемії коронавірусу дату виходу перенесли на 9 липня 2021 року. Однак, 9 квітня 2021 року стало відомо, що дата виходу фільму була перенесена на 2 липня 2021 року.